# ویلیام اسنو هریس
ویلیام اسنو هریس (انگلیسی: William Snow Harris; ۱ آوریل ۱۷۹۱ – ۲۲ ژانویهٔ ۱۸۶۷) فیزیک‌دان، و مخترع اهل پادشاهی متحد بریتانیای کبیر و ایرلند بود.
وی همچنین برندهٔ جوایزی همچون همکار انجمن سلطنتی و مدال کاپلی شده‌است.